# Hylobates agilis

El gibón ágil o gibón de manos negras (Hylobates agilis) es una especie de primate hominoideo de la familia Hylobatidae. Vive en el sudeste de Asia, Sumatra y Borneo.

## Taxonomía
Se conocen tres subespecies de Hylobates agilis:
- Hylobates agilis agilis, gibón ágil de montaña
- Hylobates agilis unko, gibón ágil de tierras bajas

Algunos científicos ubican al gibón ágil de Borneo como una especie aparte denominada Hylobates albibarbis.

## Características
La piel de estos animales puede variar de negro a rojo grisáceo. su frente es siempre blanca, sin embargo, los machos pueden ser reconocidos por sus mejillas blancas o ligeramente grises. Los machos son ligeramente más grandes que las hembras. Este gibón alcanza un peso promedio de 5,5 kg y una longitud de 40 a 60 cm. Como todos los gibones, estos no poseen cola.

## Distribución
El gibón ágil se ubica en el Sudeste de Asia, principalmente en la isla de Sumatra, al sudeste del lago Toba y el río Singkil; no habita en la parte norte de la isla. También existe en el sudeste de la isla de Borneo, como también una pequeña área en la Península de Malasia.

## Comportamiento
Con sus largos brazos estos se balancean entre las ramas, braquiando en forma veloz. Estos son preferiblemente de vida arbórea en la selva tropical y raramente bajan al suelo. Como todos los gibones, estos viven en parejas monogámicas en un territorio estrictamente impuesto, el cual defienden con vigorosos despliegues visuales y sonidos. Su dieta consiste principalmente de frutas, hojas e insectos.
El tiempo de gestación es de siete meses y los nacimientos son de una sola cría. Los jóvenes son destetados apenas a los dos años de edad. Una vez que alcanzan la madurez, hacia los ocho años de edad, dejan su grupo familiar con el objeto de buscar una pareja.

## Población
En un estudio poblacional llevado a cabo en 2002 en el gibón ágil en el parque nacional de Bukit Barisan Selatan, en Sumatra, Indonesia. Usando conteos de llamados tanto en las márgenes del bosque, como en el interior de los mismos dentro de su hábitat, y basando su estimación sobre el área cubierta en el bosque, se calculó una población de 4,479 de gibones ágiles en esta reserva natural, con una densidad de población entre 1,4 a 2,8 individuos por km². En la península de Malasia, en los bosques de Belum y Ulu Muda existen bastiones. Los grupos de la población en Tailandia probablemente sume unos pocos miles de individuos, localizados en aproximadamente tres reservas aisladas.

## Amenazas
En Sumatra, esta especie se encuentra amenazada por la destrucción de su hábitat por los humanos y la captura oportunista subsecuente para el comercio como mascota. Esta amenaza se extiende a poblaciones dentro de los parques nacionales y bosques, incluyendo la agricultura ilegal desarrollada dentro de los parques. En el parque nacional Bukit Barisan Selatan, las tasas de deforestación están relacionadas con el mercado cafetero; las plantaciones de café contribuyen a desplazar completamente a los primates arbóreos de sus hábitats en la copa de los árboles. la expansión de plantaciones de palma de aceite es una causa importante de deforestación en Sumatra. En la cercana isla de Java, los gibones ágiles es uno de los gibones más comúnmente observados en los mercados de vida salvaje.
El estado de la especie en Malasia occidental es incierto; en Indonesia, esta fue afectada con seguridad por incendios y deforestación en la década de los 90s. Ha existido una reducción probable de más del 50% de su territorio en los últimos 10 años, y las plantaciones de aceite de palma se están expandiendo rápidamente en el país. En Tailandia existe una conversión extensa de bosques a plantaciones de caucho natural y otros cultivos (aun dentro de las áreas protegidas, como también cacería para el comercio como mascotas.

## Estado de conservación
La especie Hylobates agilis fue incluida como especie en peligro de extinción en la Lista Roja de la IUCN en 2008. se consideró amenazada a causa de la disminución continua de su hábitat, calculada en más del 50% en los últimos 45 años, combinado al comercio ilegal como mascota. Las amenazas inicialmente se presentan en Sumatra donde la población está disminuyendo rápidamente y está amenazada con toda certeza. En las penínsulas de Malasia y Tailandia, parece existir buena cantidad de poblaciones estables, pero su extensión está disminuida. Al estar la especie confinada a la copa de los árboles, tanto la conversión de su hábitat, la construcción de carreteras y la fragmentación de su territorio constituyen un incremento en el grado de amenaza para la especie.